# Lluís Foix

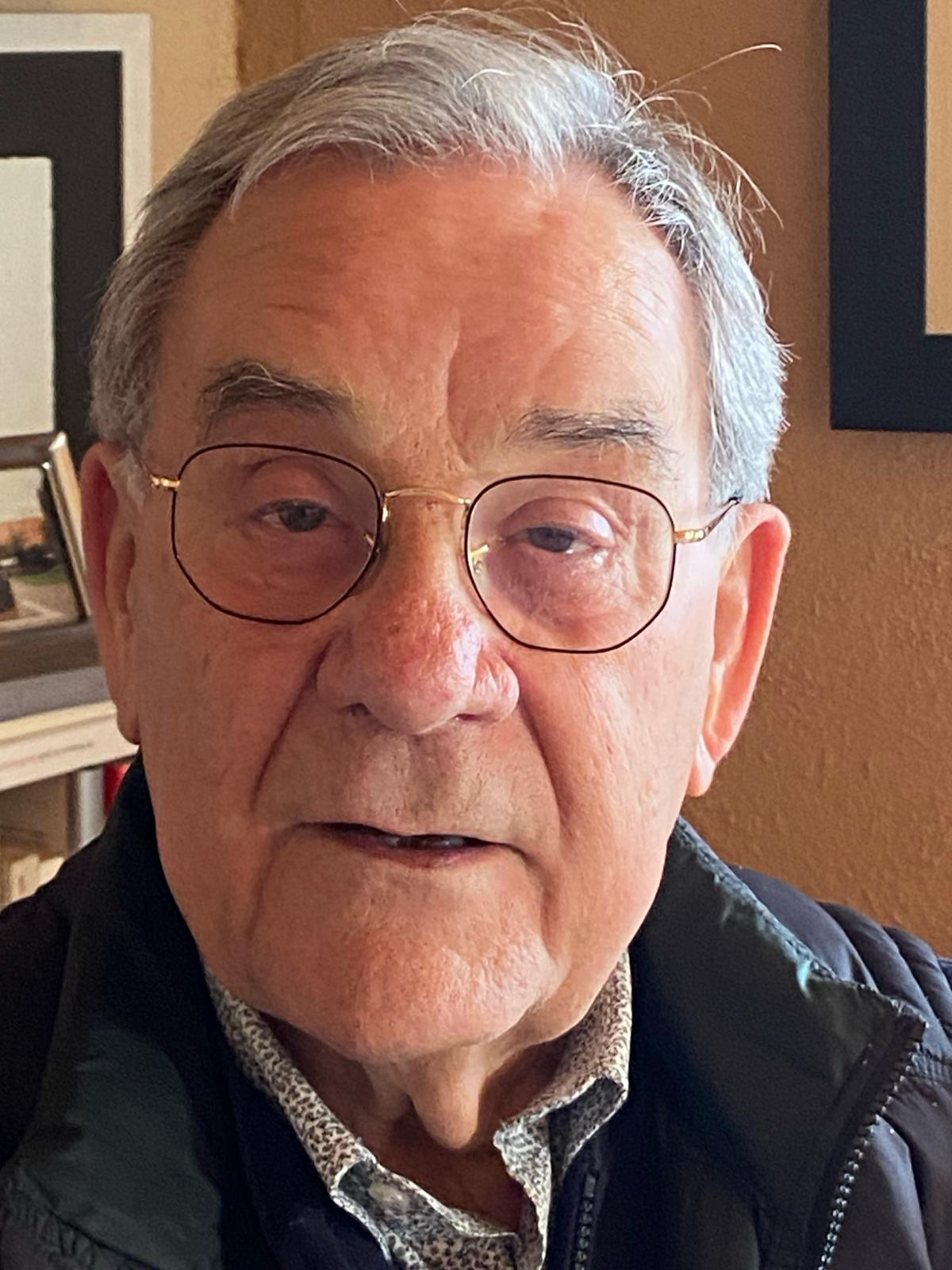
Lluís Foix i Carnicé.

Lluís Foix i Carnicé [también Luis Foix] (Rocafort de Vallbona, en Sant Martí de Río Corb, 1943) es un periodista y escritor español, especializado en política internacional.

## Biografía
Licenciado en Periodismo (Universidad de Navarra) y Derecho (Universidad de Barcelona), ha sido director, director adjunto y subdirector de La Vanguardia, así como corresponsal de este diario en Londres (1974-1980) y Washington D. C. (1981-1982). Desde 2014 escribe de manera habitual además en El Punt Avui y El Mundo Deportivo. Aparece igualmente como comentarista y en tertulias en diversos medios de comunicación como RAC 1 y 8tv en Cataluña. Como periodista, fue galardonado en 2014 con el Premio Quim Regàs por su «densa tarea desde todos los ángulos informativos, así como su calidad, rigor y exigencia». En su intervención de agradecimiento señaló que «la crisis del periodismo, que muchos sufren, tiene su antídoto en hacer más y mejor periodismo».
Acerca de su obra como escritor, toda ella en catalán, en 2013 publicó el libro La marinada sempre arriba, unas memorias de infancia y adolescencia. En 2016 recibió el Premio Josep Pla de narrativa por la segunda parte de sus memorias, Aquella porta giratòria. En 2017 publica El que la terra m'ha donat.